# Heterobranchia
Heterobranchia é um clado da classe Gastropoda.

## Taxonomia
Ponder & Lindberg (1997) classificaram Heterobranchia como uma superordem dentro da subclasse Orthogastropoda, contendo três ordens Heterostropha, Opisthobranchia e Pulmonata. Em 2005, Bouchet & Rocroi reclassificaram Heterobracnhia como um clado dentro da classe Gastropoda, contendo três grupos informais, Allogastropoda (contendo famílias e superfamílias basais), Opisthobranchia e Pulmonata. Jörger e colaboradores (2010) redefiniram os principais grupos dentro de Heterobranchia criando dois clados principais:Euopisthobranchia e Panpulmonata.